# Віз Кюньо

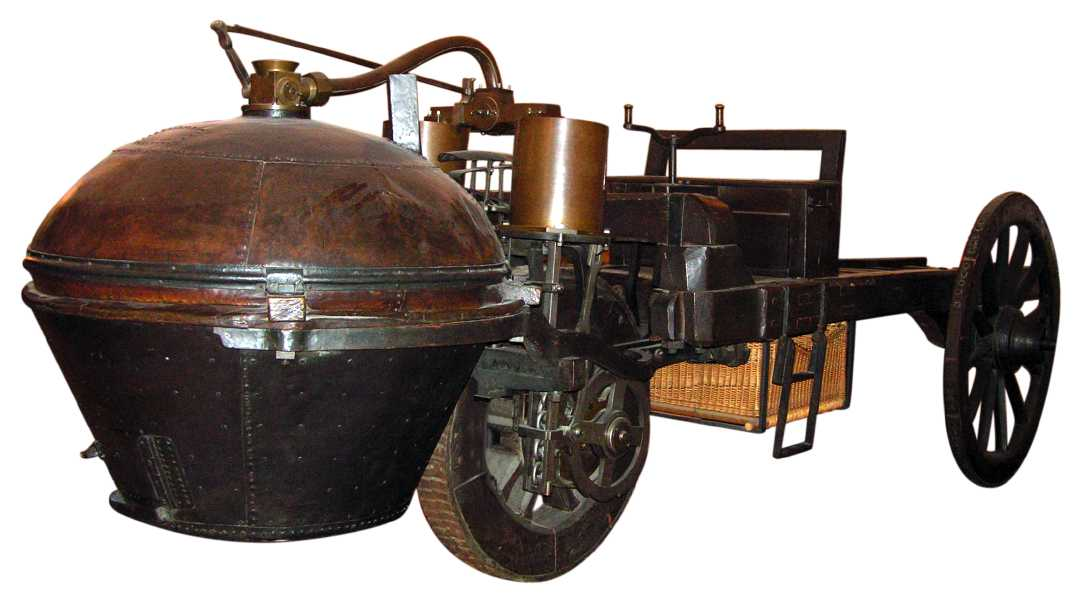
Підвода Кюньо.

Віз Кюньо́ (фр. fardier á vapeur — «парові биндю́ги», або просто «паровий віз», трапляються також інші назви) — самохідний віз з паровим двигуном, створений у 1769—1770 роках франзузьким військовим інженером Ніколя-Жозефом Кюньо, що вважається першим автомобілем.

## Історія

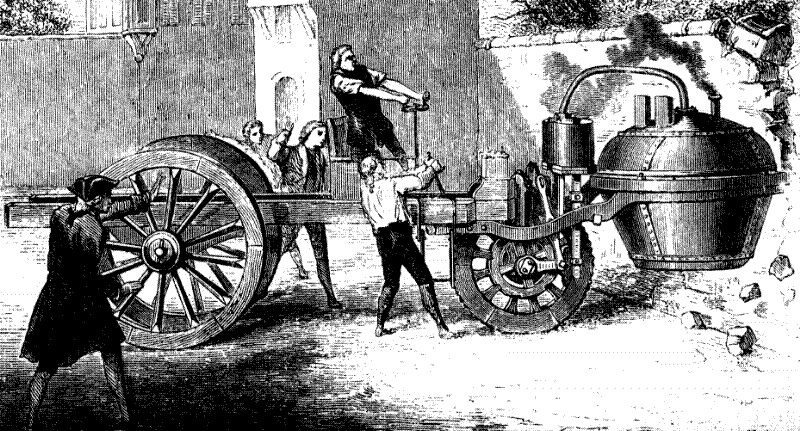
Підвода Кюньо врізається в стіну.

### Спроби створення самохідних засобів пересування до Кюньо
Ще за Середньовіччя були спроби створити вози, що мали б пересуватися силою вітру або мускульною силою людей, що сиділи в них. У 1668 або 1672 році, тобто ще за сто років до Кюньо, бельгійським єзуїтом Фердінандом Вербістом у його книзі з астрономії була описана машина, що могла рухатися за допомогою струменю пари, що приводив у дію механізми на ній. Є думка, що саме машина Вербіста могла бути першим автомобілем, однак за твердженням противників цієї ідеї доказів існування такої машини немає.

### Машина Кюньо
1764 року Кюньо отримав офіційне доручення від французького військового міністра герцога де Шуазель на створення парового тягача для потреб артилерії. У жовтні 1769 року Кюньо вперше продемонстрував свою машину у Парижі. Паровий казан цієї машини не мав топки і для того, щоб розігріти воду в ньому, багаття розпалювали під казаном на землі. Після того як пара піднімалася, машина вирушала. Роботи казана вистачало лише на 12 хвилин. Потім паровик знову необхідно було наповняти водою, запалювати під ним багаття. Незважаючи на недоліки, двигун захопив військового міністра і він замовив Кюньо більшу за розмірами і потужнішу машину.
22 квітня 1770 року була представлена наступна машина для апробації. У парового казана цієї машини вже була власна топка.
Спершу демонстрація пристрою йшла успішно, але в один з моментів заклинило систему кермування, внаслідок чого агрегат врізався у стіну і вона обвалилася.
У липні 1771 року машину було відремонтовано, однак на той час міністр, що протегував Кюньо, опинився в неласці при дворі і роботи Куньо були припинені. Кюньо таким чином був позбавлений необхідної фінансової підтримки.
1794 року віз Кюньо відкотили у паризький Музей мистецтв і ремесел, де він й досі зберігається у чудовому стані.

## Характеристики
- Двигун — двохциліндровий, паровий,
- Діаметр циліндрів — 325 мм,
- Хід поршня — 378 мм,
- Паливо — дрова,
- Вага — 2,8 т,
- Вантажопідйомність — 5 т,
- Довжина — 7,25 м,
- Швидкість — 3 — 4 км/год.

## Будова

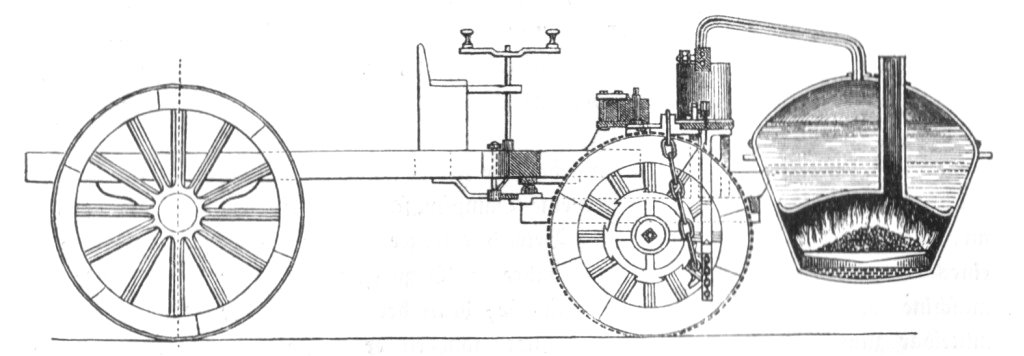
Будова воза Кюньо.

Віз являв собою масивну дубову раму на трьох колесах. Колеса були без ресор. Переднє колесо було напрямним. Над переднім колесом був закріплений паровий казан. Пара від казана відводилася до двох циліндрів з поршнями. Поршні працювали поперемінно, поки один з них підіймався, інший опускався. Поршні були з'єднані один з одним коромислом, завдяки якому забеспечувався рух клапанів у протилежних напрямках. Поступний рух поршнів у циліндрах перетворювався за допомогою заскочного механізму у обертальний рух переднього ведучого колеса.
Віз міг їздити як вперед, так і назад в залежності від того, в якому положені знаходиться заскочка у заскочковому механізмі.

## Парові автомобілі після розробок Кюньо
Наступний паровий автомобіль з'явився у Європі лише через 14 років після розробок Кюньо, 1784 року свій віз з паровим двигуном розробив шотландський винахідник Вільям Мердок. 1801 року транспортний засіб з досконалішим паровим двигуном сконструював британський винахідник корнуолець Річард Тревітік, а 1803 року він сконструював і запатентував іншу свою парову карету.

## Копії
У кількох музеях світу можна побачити копії воза Кюньо — у Франції, Італії, США.
|  |  |  |